# Hammarträsket
Hammarträsket är en sjö vid byn Båtsjaur i Arjeplogs kommun i Norrbottens län, belägen i mellersta Lappland. Hammarträsket ingår i Skellefteälvens huvudavrinningsområde, har en area på 6,151 kvadratkilometer och den befinner sig 420 meter över havet.
Hammarträsket skiljs från Tjärraur i öster av en sandås. En väg går uppe på åsen, men en del av den har använts som sandtäkt och grävts bort. Därför finns ett sund mellan sjöarna.

## Reglering
Hammarträsket hänger samman med sjöarna Båtsträsk, Korsträsket, Tjärraur, Aisjaure, Fluka, Uddjaure och Storavan i ett vattenkraftsmagasin vars yta regleras mellan 418 och 420 m ö.h. På grund av regleringen kan det idag vara svårt att urskilja sjöarnas ursprungliga utsträckning.

## Namnet
På gamla kartor benämns sjön Hammarsjön. Enligt flera uppteckningar i ortnamnsregistret kallas dock sjön Hammarträsket. Enligt en nedteckning från 1935 var benämningen Hammarsjön ovanlig och det namn som användes var Båsjargn. Enligt en annan nedteckning benämns byn vid Hammarträsket Båsträsk och Båsjargn i husförhörsbok från 1772. Jargn är samiska för fjärd, vilket antyder att byn fått sitt namn efter sjön.